# Glyphostoma myrae
Glyphostoma myrae is een slakkensoort uit de familie van de Clathurellidae. De wetenschappelijke naam van de soort is voor het eerst geldig gepubliceerd in 1971 door Shasky.